# Oncicola malayanus
Oncicola malayanus är en hakmaskart som beskrevs av Toumanoff 1947. Oncicola malayanus ingår i släktet Oncicola och familjen Oligacanthorhynchidae. Inga underarter finns listade i Catalogue of Life.